# Hietajärvi (sjö i S:t Michel, Södra Savolax, 61,89 N, 27,25 Ö)
Hietajärvi är en sjö i kommunen S:t Michel i landskapet Södra Savolax i Finland. Arean är 44 hektar och strandlinjen är 8,3 kilometer lång. Sjön  ingår i Kymmene älvs huvudavrinningsområde.   Den ligger omkring 21 kilometer norr om S:t Michel och omkring 230 kilometer nordöst om Helsingfors. 